# ハンコック海山
ハンコック海山（ハンコックかいざん）は、地球の太平洋のハワイ＝天皇海山列にある海山。
この海山は古第三紀の始新世から漸新世にかけて形成された。ハンコック海山が最後に噴火した時期は、特定されていない。